# Macreuse brune
Melanitta fusca
Espèce
Sous-espèces de rang inférieur
- Melanitta fusca deglandi
- Melanitta fusca dixoni
- Melanitta fusca fusca

Statut de conservation UICN

 VU A2abcde : Vulnérable

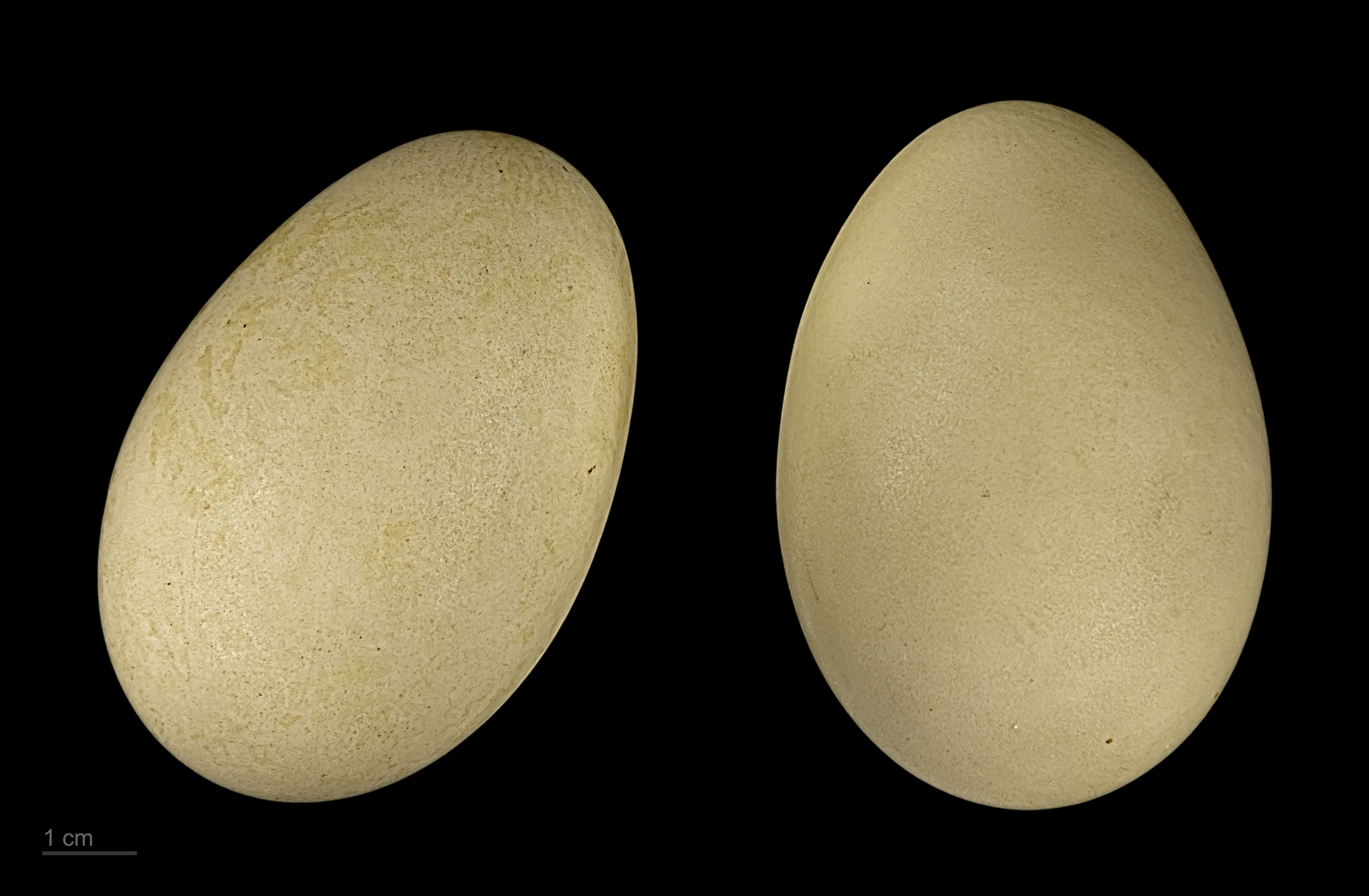
Melanitta fusca - MHNT

La Macreuse brune (Melanitta fusca) est une espèce de canards plongeurs marins de la famille des anatidés.

## Identification
C'est un canard de 51 à 58 cm de long avec une envergure de 80 à 99 cm, pesant entre 1 100 et 2 000 g.
Le mâle est complètement noir avec une petite tache blanche sous l'œil. La base de l'aile est également blanche mais c'est surtout visible en vol. Le bec est noir et jaune orangé. Les pattes sont rouges.
La femelle est brun noir avec des bordures plus claires sur le dos et des liserés blancs sur la poitrine. Son bec est noir. Elle a deux taches blanchâtres sur le côté de la tête.

## Aire de répartition
Cet oiseau niche à travers la Scandinavie, le nord de la Russie, l'Ouest de la Sibérie et l'Est de l'Anatolie. Il migre et hiverne (toutefois en restant assez proche des lieux de reproduction, surtout si la glace ne prend pas) le long des littoraux de Scandinavie, de la mer du Nord ainsi qu'en France jusqu'au golfe de Gascogne, au sud de la mer Caspienne et le sud-est de la mer Noire ; on les trouve en plus petit nombre à l'intérieur du continent, notamment en Suisse (environ 100 individus chaque hiver, 1 000 lors d'invasions) et dans un arc allant de l'Est de l'Autriche à la Mer Noire. Il a également été observé aux barrages de l'Eau d'Heure en Wallonie.

## Habitat

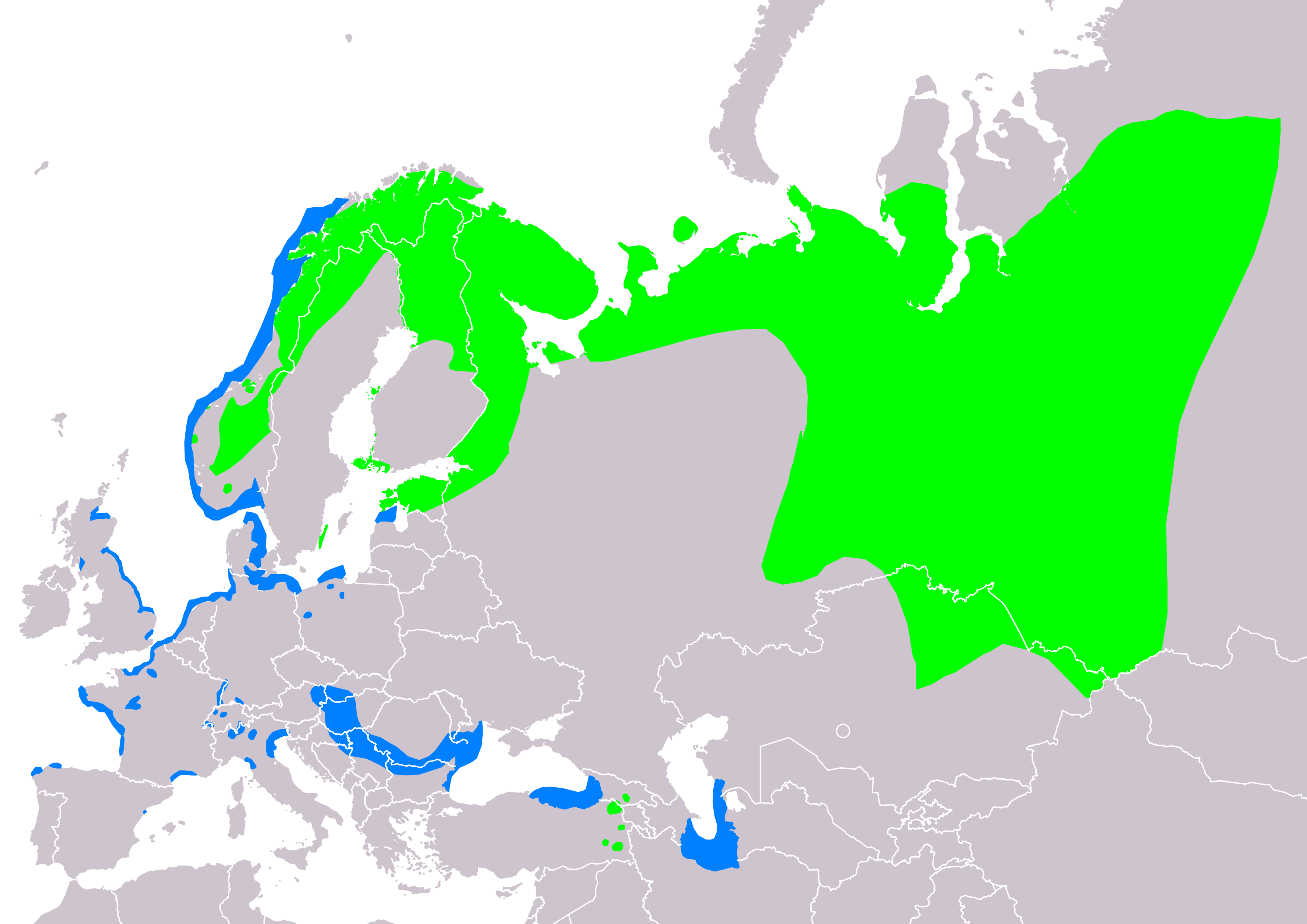

La Macreuse brune niche dans la toundra ou au bord des lacs glaciaires du grand nord et plus encore dans la taïga. En hiver, elle est présente principalement sur les côtes marines, mais on peut la trouver sur les bords des grands lacs ou des fleuves.

## Comportement
La Macreuse brune ne s'associe guère aux autres canards, à l'exception de la Macreuse noire. Tout comme celle-ci, elle effectue des migrations de mue. À partir d'août, les mâles et les immatures se regroupent sur les lacs de l'ouest sibérien et en Laponie. Le rassemblement le plus important est celui du Kattegat au large du Danemark avec 45 000 individus (dont 80 % de mâles). Les femelles adultes n'arrivent qu'en septembre et octobre.

## Régime alimentaire
C'est un excellent plongeur. Elle plonge avec les ailes entrouvertes, pendant une minute, voire plus et peut s'enfoncer jusqu'à 12 mètres, mais entre 3 et 5 mètres est le plus courant. Elle se nourrit principalement de mollusques, de crustacés, d'oursins et d'étoiles de mer, et en été de d'insectes aquatiques et de petits poissons. Elle complète cela avec des végétaux.

## Reproduction
La femelle pond une couvée par an de 6 à 10 œufs en mai-juin. Le nid est près de l'eau sur le sol à l'abri de buissons ou de grands végétaux. Il est fait avec des brindilles et du duvet de la femelle.
Le duvet est utilisé depuis longtemps par les peuples vivant dans le grand nord. Il est récolté dans les nids après le départ des petits. Il est utilisé pour confectionner des vêtements chauds.

## Menaces
La Macreuse brune a connu un dėclin très important[Quand ?]. En particulier, les populations hivernant dans la mer Baltique se sont effondrées, ce qui est alarmant car elles représentent la majorité de la population mondiale. Pour cette raison, l'espèce fut considérée comme "en danger". Le déclin ayant à présent ralenti, elle est classée comme "vulnérable" par l'UICN depuis 2015.